# Зетель, Семён Исаакович
Зе́тель Семён Исаа́кович 26 января (7 февраля) 1896 — 23 января 1977) — российский и советский математик, педагог-математик, автор пособий по элементарной геометрии.
Зетель — автор трудов по геометрии. Преподавал высшую математику в Московском институте инженеров связи. Зетель — редактор перевода польской книги: Серпинский В. Пифагоровы треугольники. Пособие для учителей. М. : Учпедгиз, 1959. 114 с.
Он — также автор книг.

## Краткая биография[1]
Семей Исаакович родился 7 февраля 1896 г. В 1913 г. окончил среднюю школу. После службы в армии и нескольких лет преподавательской работы поступил на математическое отделение Московского университета и окончил его в 1930 г.
Трудовая жизнь Семена Исааковича началась задолго до окончания университета и полностью была посвящена преподаванию математики. Сначала он работал в средней школе и на рабфаках, затем — в высшей школе.
Более 40 лет он проработал в Московском электротехническом институте связи (МЭИС), из них более 20 лет заведовал кафедрой математики.
С 1937 г. он — кандидат физико-математических наук. Научная специальность Семена Исааковича — геометрия треугольника, по которой он опубликовал много работ. Он часто печатался в сборниках «Математическое просвещение», которые выходили под редакцией Р. Н. Бончковского, в журнале «Математика в школе» и в других изданиях. Он подробно исследовал свойства «прямых n».
Широко известны книги Семена Исааковича: «Новая геометрия треугольника» (М. Учпедгиз. 1962). «Геометрия линейки в геометрия циркуля» (М., Учпедгиз, 1959), «Задачи на максимум и минимум» (М. — Л., Гостехиздат. 1951).
В первой книге изложены классические результаты по геометрии треугольника, а также оригинальные результаты автора. Во второй — построения Штейнера и Маскерони, детализированные на многих задачах. Третья книга весьма оригинальна. Уже давно известно, что значительная часть распространенных задач на экстремумы функции одного переменного может быть решена элементарными алгебраическими приемами (сведением к исследованию квадратного трехчлена). Семен Исаакович нашел способы элементарного геометрического решения таких задач, основанные на некоторых теоремах геометрии.
В 1860 году Шлёмильх доказал теорему: три прямые, соединяющие середины сторон треугольника с серединами его соответствующих высот, пересекаются в одной точке. В 1937 году советский математик С. И. Зетель показал, что эта теорема верна не только для высот, но и для любых других чевиан
.
Последние годы он занимался арифметическими свойствами пифагоровых треугольников. Многие оригинальные результаты из этой области он изложил в примечаниях к русскому переводу книги В. Серпинского «Пифагоровы треугольники» (М., Учпедгиз, 1959), вышедшему под его редакцией.
23 января 1977 г. на 81-м году жизни Семен Исаакович Зетель скончался.

## Увлечения
Семен Исаакович был любителем поэзии и сам всю жизнь писал стихи.

## Вклад в школьную геометрию в России
Первым печатным специализированным учебником по геометрии на русском языке была книга Дмитрия Дмитриевича Ефремова «Новая геометрия треугольника», изданная в 1902 году . 
Вторым печатным специализированным учебником по геометрии на русском языке была книга Семёна Исааковича Зетеля "Новая геометрия треугольника", изданная в 1940-м и переизданная в 1962-м годах , который значительно уступал  книге Дмитрия Ефремова по охвату материала, однако был написан привычным современным русским языком, не требующим перевода.

## Список книг автора
- Зетель С. И. Задачи на максимум и минимум. М.-Л., Гостехиздат, 1948. 224 с.
- Зетель С. И. Новая геометрия треугольника. М.: Учпедгиз, 1940. 96 с.
- Зетель С. И. Новая геометрия треугольника. 2-е изд. М.: Учпедгиз, 1962. 153 с.
- Зетель С. И. Геометрия линейки и геометрия циркуля в средней школе. М.: АПН РСФСР, 1950. 108 с.
- Зетель С. И. Геометрия линейки и геометрия циркуля. М.: Учпедгиз, 1957. 166 с.

## Список статей автора (по годам)[6][7]
- Зетель С. И. Об одном свойстве равных антипараллелей треугольника // Математическое образование. — 1928. — № 3. — С. 117—119.
- Зетель С. И. О построении и свойствах некоторых чевиан // Математическое образование. — 1929. — № 2/3. — С. 66—70.
- Зетель С. И. Доказательство формулы тангенсов, формул Мольвейде и некоторых других соотношений в треугольнике // Математическое образование. — 1930. — № 5. — С. 157—160.
- Зетель С. И. О метрических свойствах выпуклого четыреугольника // Математическое образование. — 1930. — № 2. — С. 49—51.
- Зетель С. И. О свойстве прямых, проходящих через центр круга, вписанного в многоугольник // Математическое образование. — 1930. — № 6. — С. 197—200.
- Зетель С. И. Об одном замечательном случае неравенства треугольников // Математика и физика в средней школе. — 1934. — № 1. — С. 10—14.
- Зетель С. И. Об определении длин биссектрис внутренних и внешних углов треугольника // Математика и физика в средней школе. — 1934. — № 4. — С. 15—18.
- Зетель С. И. Теорема Жергона и следствия из неё // Математика и физика в средней школе. — 1934. — № 3. — С. 28—29.
- Зетель С. И. О делении сторон треугольника пропорционально n-м степеням прилежащих сторон. Сборник статей по элементарной и началам высшей математики. Матем. просв. Сер. 1, вып. 1. 1934, С. 5-8.
- Зетель С. И. О шестиугольниках, вписанных в треугольник // Математика и физика в средней школе. — 1935. — № 3. — С. 13—18.
- Зетель С. И. О вычислении сторон и апофем правильных двенадцатиугольника и двадцатичетырехугольника // Математика и физика в средней школе. — 1935. — № 2. — С. 14—16.
- Зетель С. И. Вычисление площадей некоторых треугольников проекций. Сборник статей по элементарной и началам высшей математики. Матем. просв. Сер. 1, вып. 4. 1935. С. 14-19.
- Зетель С. И. Некоторые свойства прямых Чевы. Сборник статей по элементарной и началам высшей математики. Матем. просв. Сер. 1, вып. 4. 1935. С.19-26.
- Зетель С. И. Свойства треугольника, стороны которого составляют арифметическую прогрессию. Сборник статей по элементарной и началам высшей математики. Матем. просв. Сер. 1, вып. 5. 1936. С. 12-21
- Зетель С. И. О делении сторон треугольника пропорционально n-м степеням прилежащих сторон. Сборник статей по элементарной и началам высшей математики. Матем. просв. Сер. 1, вып. 6. 1936. С. 6-9.
- Зетель С. И. О некоторых свойствах ортоцентрического и тангенциального треугольников. Сборник статей по элементарной и началам высшей математики. Матем. просв. Сер. 1, вып. 7. 1936. С. 12-20.
- Зетель С. И. О свойствах правильных многоугольников. Сборник статей по элементарной и началам высшей математики. Матем. просв. Сер. 1, вып. 8. 1936. С. 7-16.
- Зетель С. И. Обобщение теоремы Шлемильха. Сборник статей по элементарной и началам высшей математики. Матем. просв. Сер. 1, вып. 11. 1937. С. 3-6.
- Зетель С. И. По поводу одной задачи // Математика в школе. 1937. № 1.
- Зетель С. И. О некоторых свойствах треугольника, стороны которого являются медианами другого треугольника // Математика в школе. — 1938. — № 1. — С. 86—89.
- Зетель С. И. О построении одного геометрического места // Математика в школе. — 1938. — № 1. — С. 28—29.
- Зетель С. И. Об одном способе отыскания точек Фейербаха. Сборник статей по элементарной и началам высшей математики. Матем. просв. Сер. 1, вып. 13. 1938. С. 10-13
- Зетель С. И. Задачи на отыскание наибольших и наименьших значений, решаемые элементарно // Математика в школе. — 1946. — № 2. — С. 39—46.
- Зетель С. И. О применении свойств корней квадратного уравнения к решению задач на максимум и минимум // Математика в школе. — 1949. — № 1. — С. 32.
- Зетель С. И. О построении некоторых четырёхугольников // Математика в школе. — 1951. — № 6. — С. 50—53.
- Зетель С. И. Построение некоторых формул и последовательностей // Математика в школе. — 1955. — № 3. — С. 5—12.
- Зетель С. И. Предисловие редактора перевода // Серпинский В. Пифагоровы треугольники. — М. : Учпедгиз, 1959. — С. 3—4.

## Список статей автора без указания данных
- Зетель С. И. О решении некоторых задач на построение.